# Ukwuani
Ukwuani è una delle venticinque aree a governo locale (local government areas) in cui è suddiviso lo Stato di Delta, nella Repubblica Federale della Nigeria. Conta una popolazione di 120.390 abitanti.